# Schotosero
Der Schotosero (russisch Шотозеро, finnisch Sotjärvi) ist ein See in der Republik Karelien in Nordwestrussland.
Der Schotosero liegt etwa 30 km westlich von Petrosawodsk.
Der See hat eine Fläche von 74 km². Er wird von der Schuja durchflossen, die in den Onegasee mündet.